# مانع درختی

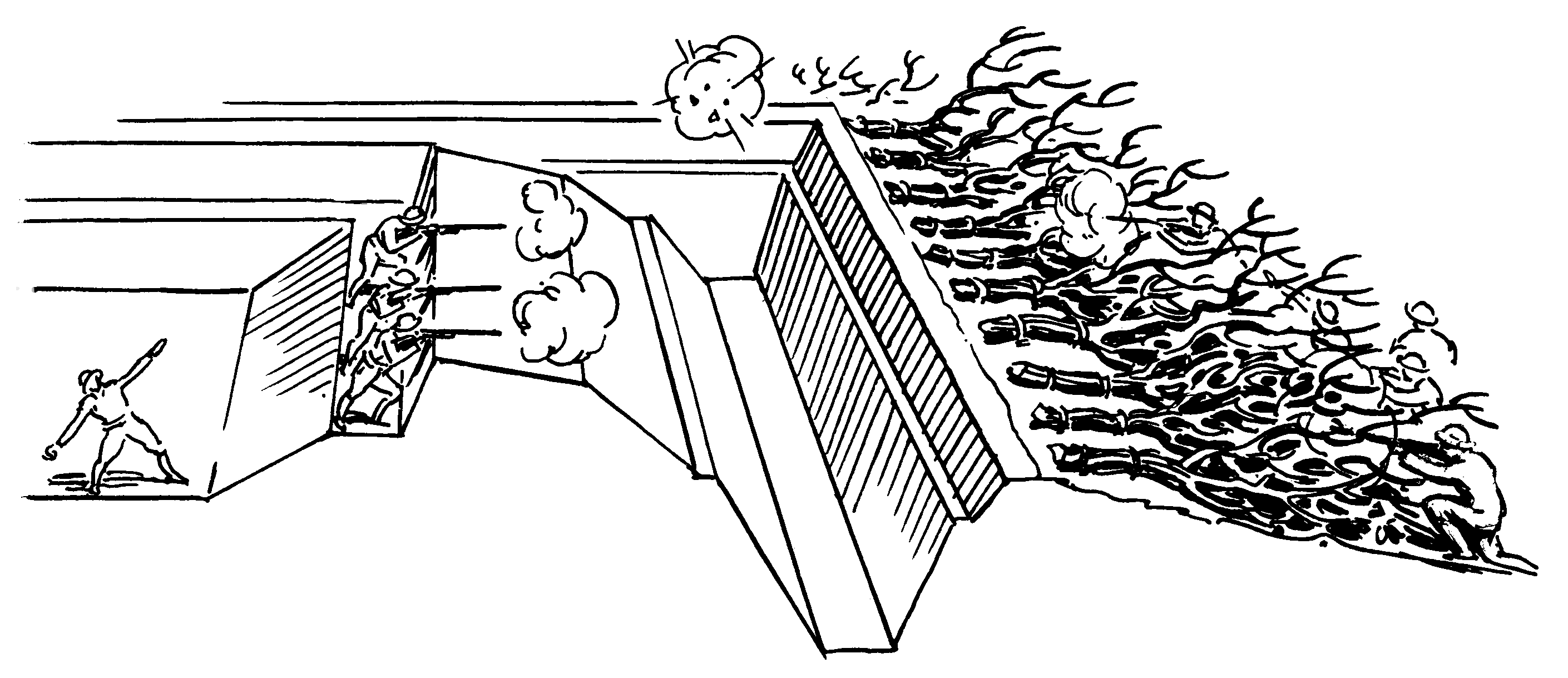
از موانع درختی در جنگ استفاده می‌شود تا دشمن در حال نزدیک شدن را تا زمانی که ممکن است زیر آتش نگه دارد.

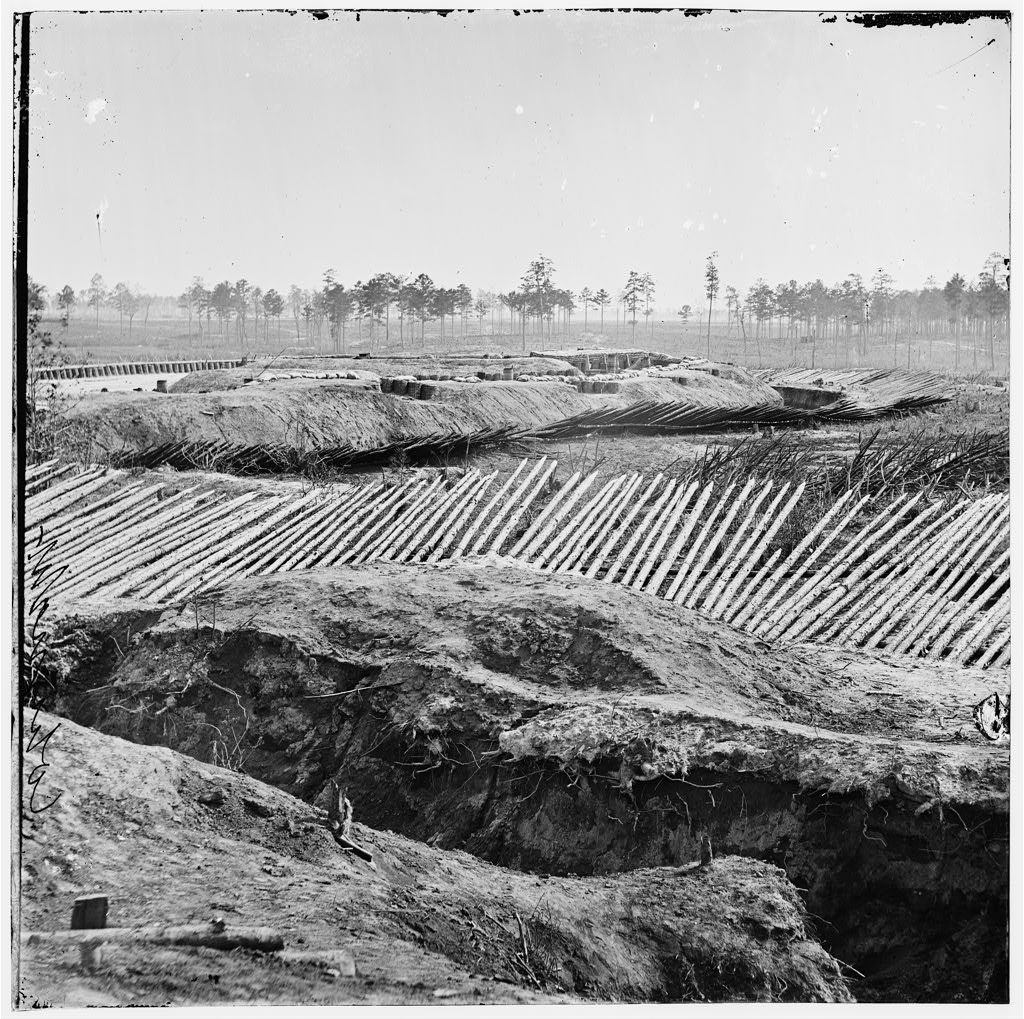
مانعی درختی در مقابل خطوط سنگر اتحادیه در پترزبورگ در سال ۱۸۶۵.

مانع درختی (انگلیسی: Abatis) که گاهی مانع شاخه‌ای هم نامیده می‌شود، شیوه‌ای از موانع ایذایی یا استحکامات نظامی هستند که (در دوران معاصر) از ردیفی از شاخه‌های درختان تشکیل شده‌اند که قسمت‌های تیزشده آنها به سمت دشمن متمایل می‌گردند. برای ایجاد این‌گونه از مانع، شاخه‌های درختان معمولاً با یکدیگر بافته می‌شوند یا با سیم بسته می‌شوند. از موانع درختی به تنهایی یا در ترکیب با موانع سیمی و دیگر روش‌های جلوگیری از پیشروی دشمن بهره گرفته می‌شود.
در زبان‌های اسلاوی این شیوه از دفاع با نام زاسکا (zaseka) شناخته می‌شود، که اشاره به موقعیت دفاعی پشت اشیای تیزشده دارد.

## تاریخچه
شواهدی از استفاده از این روش به دوره امپراتوری روم بر می‌گردد و حتی در جنگ‌های داخلی آمریکا و جنگ انگلیس و زولو در سال ۱۸۷۹ نیز به کار گرفته شده‌است.
گریگوری تور بارها در نوشته‌های خود دربارهٔ تاریخ فرانک‌ها به استفاده از موانع درختی برای جلوگیری از پیشروی دشمن اشاره می‌کند. وی می‌نویسد که فرانک‌ها با استفاده از موانع درختی به ارتش رومیان در نزدیکی نویس در زمان سلطنت ماگنوس ماکسیموس کمین زدند و آن را منهدم کردند. همچنین می‌نویسد که مامولوس، ژنرالی که برای بورگوندی کار می‌کرد، با موانع درختی توانست سپاه لمباردها را در نزدیکی امبرون شکست دهد.
نمونه‌ای کلاسیک از کاربرد موانع درختی را می‌توان در نبرد کاریون (۱۷۵۸) در طی جنگ هفت ساله مشاهده کرد. ۳۶۰۰ سرباز فرانسوی سپاه انبوه شانزده‌هزارنفری بریتانیایی‌ها و نیروهای مستعمراتی آنها را با بهره‌گیری از موانع درختی بسیار مستحکمی که در خط مقدم دفاعی تعبیه کرده بودند، شکست دادند. انگلیسی‌ها قادر به نفوذ به استحکامات دفاعی نبودند و متحمل ۲۶۰۰ تلفات و مجبور به عقب‌نشینی شدند. نمونه‌های دیگری از به‌کارگیری مانع درختی را می‌توان در نبرد چاتوگوای در ۲۶ اکتبر ۱۸۱۳، زمانی که حدود ۱۳۰۰ داوطلب کانادایی تحت فرماندهی چارلز-میشل دو سالابری، نیرویی در حدود ۴۰۰۰ سرباز آمریکایی را شکست دادند، یا در نبرد پلاتسبرگ مشاهده کرد.

## ساخت

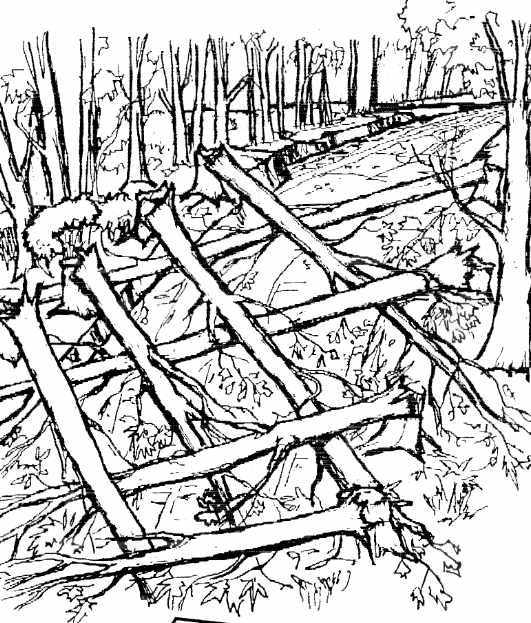
مانع درختی عظیم، ساخته‌شده از تنه کامل درختان، می‌تواند یک مانع مؤثر ضد وسیله نقلیه ایجاد کند. این آرایش جنگی را می‌توان با استفاده از مواد منفجره به دست آورد - به کنده‌های خرد شده توجه کنید

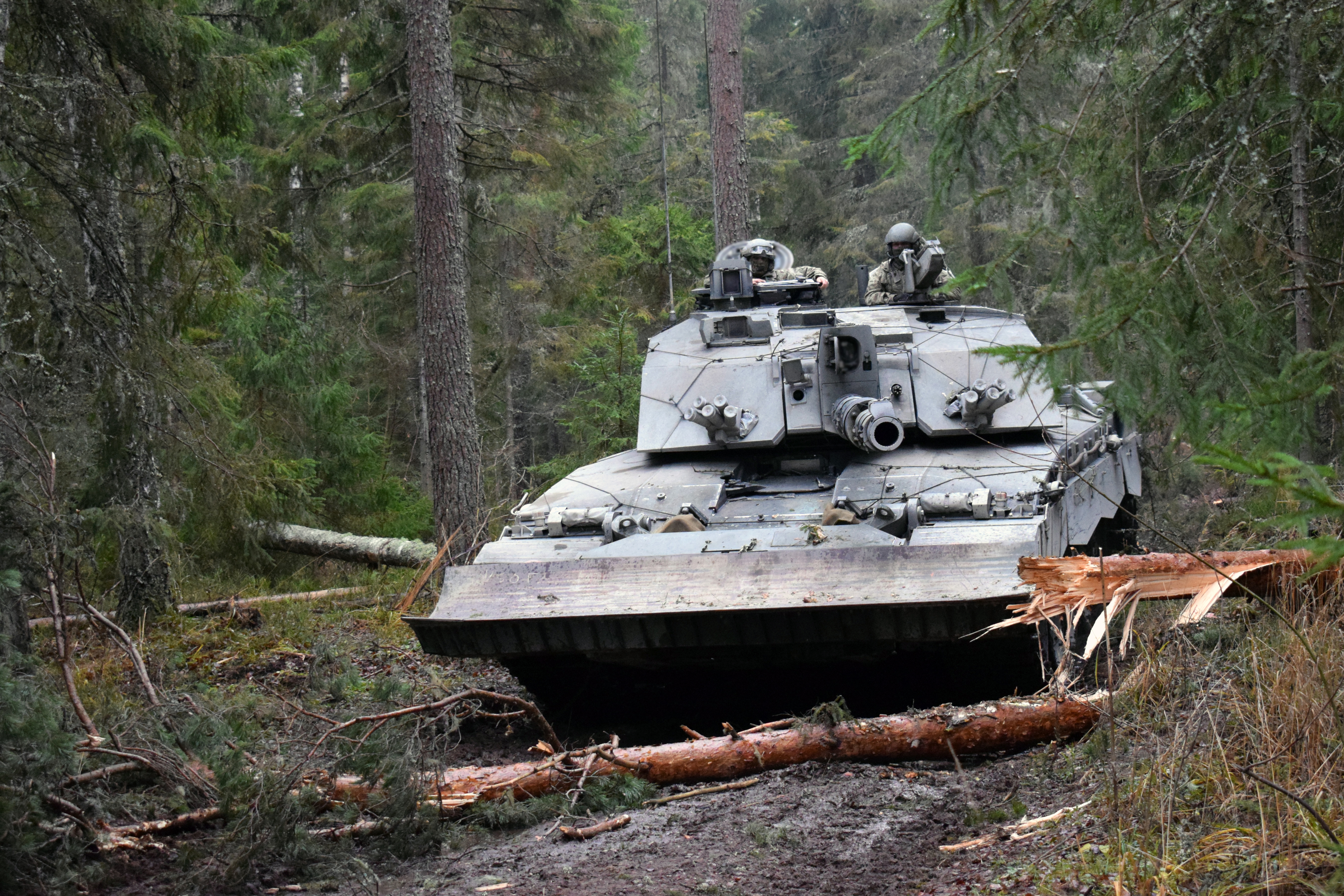
مانع درختی را می‌توان با تیغه‌های بولدوزر رد کرد، همان‌طور که در اینجا با تانک چلنجر ۲ بریتانیا انجام شده‌است.

یک نقطه ضعف مهم مانع درختی، بر خلاف سیم خاردار، این است که می‌تواند با آتش از بین برود. همچنین، اگر به جای سیم با طناب به هم بسته شوند، طناب می‌تواند خیلی سریع توسط چنین آتش‌سوزی‌هایی از بین برود، بعد از آن به سرعت می‌توان مانع درختی را با قلاب‌های چنگکی که از فاصله ایمن پرتاب می‌شوند، از هم جدا کرد.
یکی از مزایای مهم این است که مانع درختی را می‌توان درجا و به‌سرعت در مناطق جنگلی ایجاد کرد. این کار را می‌توان به سادگی با بریدن ردیفی از درختان به گونه‌ای انجام داد که آنها با سرشان به سمت دشمن بیفتند. راه دیگر این است که مواد منفجره را به گونه‌ای قرار دهند که درختان را منفجر کنند.

## کاربردهای نوین
مانع درختی به ندرت در دوره کنونی دیده می‌شود، چرا که تا حد زیادی با موانع سیمی جایگزین شده‌اند. با این حال، وقتی سیم خاردار کم باشد، می‌تواند به عنوان جایگزین یا مکمل استفاده شود. نوعی مانع درختی عظیم، با استفاده از درختان کامل به جای شاخه، می‌تواند به عنوان یک مانع ضد تانک استفاده شود.
اگرچه این روش‌ها به ندرت توسط یگان‌های نظامی متعارف مدرن استفاده می‌شود، شیوه ایجاد موانع درختی هنوز هم رسماً در آموزش نیروهای نیروی زمینی ایالات متحده آمریکا و سپاه تفنگداران دریایی ایالات متحده آمریکا مورد استفاده قرار می‌گیرند. آموزش‌های فعلی نظامی در آمریکا به مهندسان یا سازندگان دیگر چنین موانعی آموزش می‌دهد که درختان را قطع کنند و ۱٫۸ متر از کنده درخت باقی بماند، به طوری که درختان در هم تنیده با زاویه ۴۵ درجه به سمت جهت نزدیک شدن دشمن بیفتند. علاوه بر این، توصیه می‌شود که درختان به کنده درخت متصل بمانند و حداقل طول جاده‌ای که توسط مانع پوشش داده می‌شود باید ۷۳ متر باشد. نقشه‌های نظامی ایالات متحده یک مانع درختی را با استفاده از یک "V" معکوس با یک خط کوتاه که از سمت راست به آن امتداد یافته‌است، ثبت می‌کنند.